# Avishai Cohen (contrebassiste)
Pour les articles homonymes, voir Avishai Cohen (homonymie) et Cohen.
Ne doit pas être confondu avec Avishai Cohen (trompettiste).
 (juin 2017).
Si vous disposez d'ouvrages ou d'articles de référence ou si vous connaissez des sites web de qualité traitant du thème abordé ici, merci de compléter l'article en donnant les références utiles à sa vérifiabilité et en les liant à la section « Notes et références ».

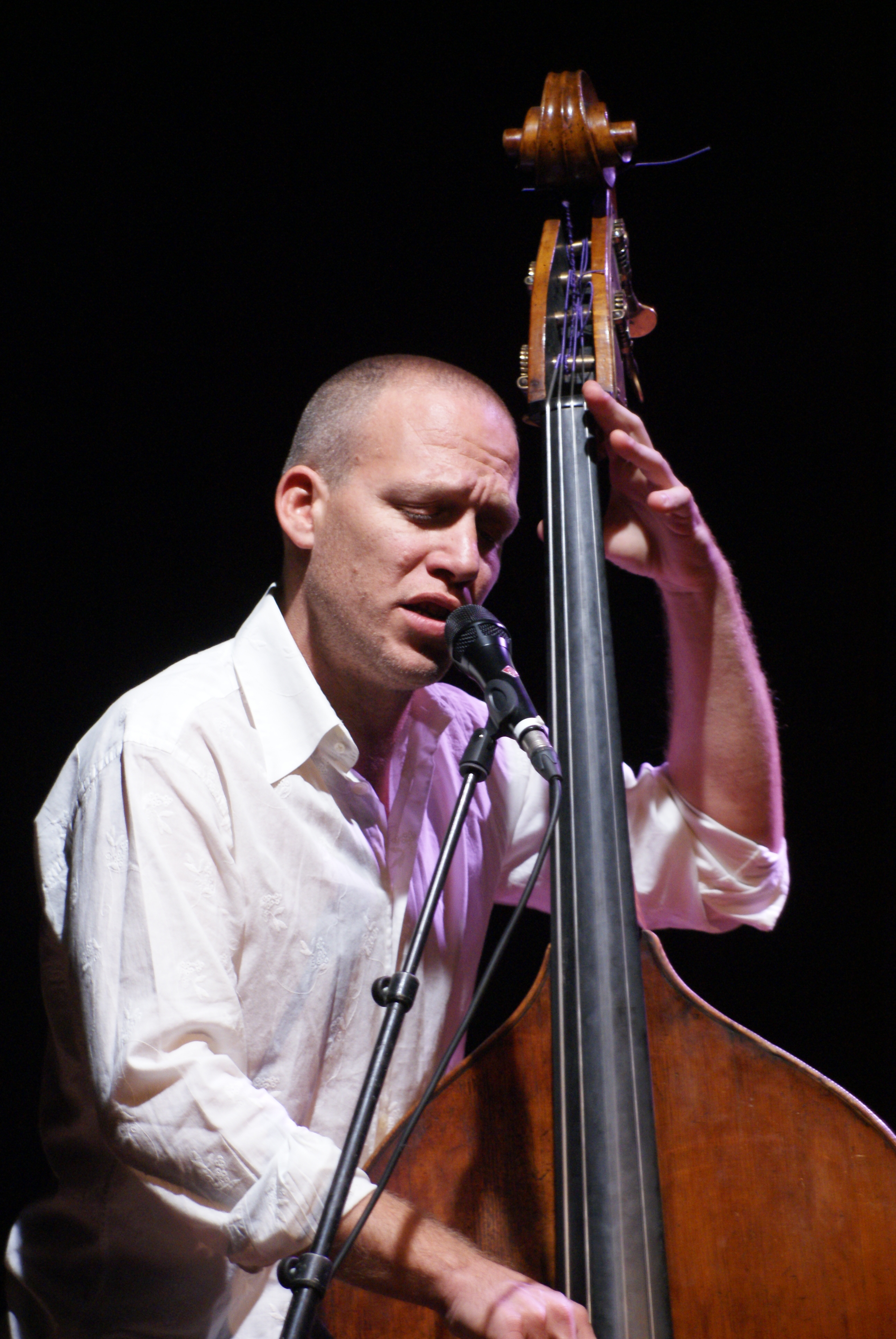
Avishai Cohen à Nice, mars 2009.

Avishai Cohen (ou Avishaï Cohen), né le 20 avril 1970 à Jérusalem, est un contrebassiste et auteur-compositeur de jazz israélien.

## Biographie
Il grandit dans une famille de musiciens dans une petite ville près de Jérusalem. Enfant, il joue du piano jusqu'à l'âge de 14 ans. Il apprend la basse avec Michael Klinghoffer.
En 1992, il part pour New York où il rencontre d'autres musiciens de jazz. Après une longue période à jouer dans des petits clubs il est remarqué par Chick Corea et signe un contrat pour un enregistrement. Il fait plusieurs tournées dans deux des groupes de Chick Corea, Origin et le Chick Corea New Trio.
En 1998, Avishai Cohen signe son premier album Adama sous le label Stretch Records (en) coproduit par Chick Corea.
Il constitue ensuite son trio, le Avishai Cohen Trio, dont la composition change plusieurs fois, et qui est parfois accompagné d'une section d'instruments à vent. Avishai Cohen a créé son propre label, Razdaz qui produit ses albums, et ceux de ses musiciens : Heernt (de Mark Guiliana), « I Forgot What You Taught Me » (Sam Barsh) puis Mission Statement (Jimmy Greene).
Dans At Home et Continuo, le trio est initialement composé de Avishai Cohen à la contrebasse, Sam Barsh au piano et Mark Guiliana à la batterie. En 2007, Shai Maestro, jeune pianiste israélien prend la place de Sam Barsh.
En 2008, Mark Giuliana quitte le trio, remplacé par Itamar Douari, percussionniste israélien maîtrisant la batterie, la derbouka et le cajón.
Durant la tournée Aurora, Avishai Cohen joue en quintet à travers le monde avec Shai Maestro (piano), Itamara Douari (percussions & batterie), Keren Malka (voix) et Amos Hoffman (oud).
Depuis 2009, Avishai Cohen est le directeur artistique du Red Sea Jazz Festival d'Eilat, qui se déroule chaque année au mois d'août.
En 2010, il signe avec le label Blue Note.
En 2011, sort l'album Seven Seas, suivi d'une tournée en trio avec Shai Maestro et Itamara Douari. En avril 2011, Itamar Douari quitte le trio pour raison familiale, Amir Bresler prend sa place.
En juin 2011, Shai Maestro joue son dernier concert avec Avishai Cohen. Durant le tour du second semestre 2011, ses successeurs sont Nitay Hershkovits et Omri Mor. Depuis, Amir Bresler est le batteur attitré de la tournée.
Il a publié deux recueils de partitions regroupant ses meilleures compositions.
En 2019, il publie l'album Arvoles, "un ensemble de compositions originales dans lequel il intègre une chanson traditionnelle, 'Arvoles', les arbres en judéo-espagnol (ou ladino), la langue des Juifs séfarades autrefois expulsés d’Espagne." selon France Culture.

## Formations
En trio, Avishai Cohen Trio, recomposé deux fois selon les prestations :
- Avishai Cohen (contrebasse)
- Nitai Hershkovits, Omri Mor, Elchin Chirinov (piano)
- Daniel Dor, Noam David, Itamara Douari, Roni Kaspi[2] (percussions, batterie)

En quatuor ou en septet, pour le projet « Jazz Free », :
- Avishai Cohen (basse, contrebasse)
- Elyasaf Bachari (oud, basse)
- Itamara Doari (percussions)
- Yael Shapira (violoncelle)
- Jonatan Daskal (claviers)
- Karen Malka (chant)
- Tal Kohav (batterie)
- Roni Kaspi (batterie)

## Discographie
- 1998 - Adama
- 1999 - Devotion
- 2000 - Colors
- 2001 - Unity
- 2003 - Lyla
- 2004 - At Home
- 2006 - Continuo
- 2007 - Night of Magic - Avishai Cohen Trio Live - enregistré au « Kiev Conservator Hall »
- 2007 - As is...Live at the Blue Note
- 2008 - Gently Disturbed
- 2008 - שעות רגישות - Shaot Regishot - Sensitive Hours, disponible en Europe en 2012
- 2009 - Aurora
- 2011 - Seven Seas
- 2012 - Duende
- 2013 - Almah
- 2015 - From Darkness

- 2019 : Arvoles (Razdaz)

1. Simonero
2. Arvoles
3. Face me
4. Gesture #2
5. Elchinov
6. Childhood (for Carmel)
7. Gesture #1
8. Nostalgia
9. New York 90's
10. Wings

Musiciens
- Avishai Cohen : contrebasse
- Elchin Shirinov : piano
- Noam David : drums

et
- Björn Samuelsson : trombone
- Anders Hagberg : flûte

- 2021 - Two Roses (avec le Gothenburg Symphony Orchestra)
- 2022 - Shifting Sands avec Elchin Shirinov et Roni Kaspi.2023 : Iroko (Razdaz Recordz)

1. The healer
2. Abie's thing
3. Tintorera
4. It's a man's world
5. Descarga para Andy
6. Avisale a mi vecina
7. Thunder drum
8. Exodus
9. A bailar mi bomba
10. Crossroads
11. Venus
12. A la loma de Belen
13. Fahina
14. Fly me to the moon

Musiciens
- Virginia Alves : chant
- Abraham Rodriguez Jr. : congas et chant
- Avishai Cohen : basses et chant

## Filmographie
Sauf indication contraire, les informations mentionnées dans cette section peuvent être confirmées par les bases de données cinématographiques IMDb et Allociné,  présentes dans la section « Liens externes ».
- 2017 : Le Sens de la fête - composition de la bande originale et utilisation de Seven Seas, extraite de l'album du même titre, en tant que musique additionnelle
- 2022 : Tel Aviv - Beyrouth - composition de la bande originale